# روبرت ويتني
روبرت ويتني (بالإنجليزية: Robert Whitney)‏ هو موزع أمريكي، ولد في 6 يوليو 1904 في نيوكاسل أبون تاين في المملكة المتحدة، وتوفي في 22 نوفمبر 1986 في لويفيل في الولايات المتحدة.

## وصلات خارجية
- روبرت ويتني على موقع ميوزك برينز (الإنجليزية)
- روبرت ويتني على موقع أول ميوزيك (الإنجليزية)
- روبرت ويتني على موقع ديسكوغز (الإنجليزية)